# Pietro Ghetti (calciatore)
Pietro Ghetti (Molinella, 24 luglio 1951) è un ex calciatore italiano, di ruolo mezzala.

## Carriera
Cresciuto nella Sangiorgese, passa al settore giovanile del Bologna, e coi rossoblù, nei primi anni '70, disputa cinque stagioni in Serie A, di cui tre da titolare, conquistando la Coppa Italia 1973-1974.
Nell'estate 1975, dopo 108 presenze e 20 gol col Bologna, viene ceduto all'Ascoli e il campionato 1975-1976 si conclude con la retrocessione dei bianconeri in Serie B. Inizia nelle Marche anche la stagione successiva, per poi tornare in massima serie a ottobre con il Genoa, dove disputa un campionato realizzando 6 reti (suo record personale). Resta in rossoblù anche nell'annata 1977-1978 che vede i liguri retrocedere in serie cadetta, quindi prosegue la carriera in Serie C con le maglie di Lucchese e Osimana.
Nella sua militanza col Genoa, salì agli onori delle cronache per aver segnato allo stadio Luigi Ferraris in due stagioni consecutive (1976-1977 e 1977-1978) contro la Juventus di Dino Zoff: curiosamente entrambi i risultati terminarono con l'identico punteggio di 2-2 e con gli stessi marcatori rossoblù (Ghetti e Oscar Damiani).
In carriera ha totalizzato complessivamente 148 presenze e 20 reti in Serie A, e 3 presenze in Serie B.

## Palmarès
- Coppa Italia: 1

Bologna: 1973-1974